# 石囲塘駅 (広州地下鉄)
石囲塘駅（せきいとうえき）は、中華人民共和国広東省広州市茘湾区芳村大道中に位置する広州地下鉄11号線の駅。

## 歴史
- 2024年12月28日：開業[1][2]。

## 駅構造
島式ホーム1面2線を有する地下駅。芳村側に引き上げ線が2線ある。

### のりば
| 番線 | 路線     | 方向   | 行先                         |
| ---- | -------- | ------ | ---------------------------- |
| 1    | ■ 11号線 | 外回り | 沙涌・燕崗・員村方面         |
| 2    | ■ 11号線 | 内回り | 中山八・彩虹橋・天河公園方面 |

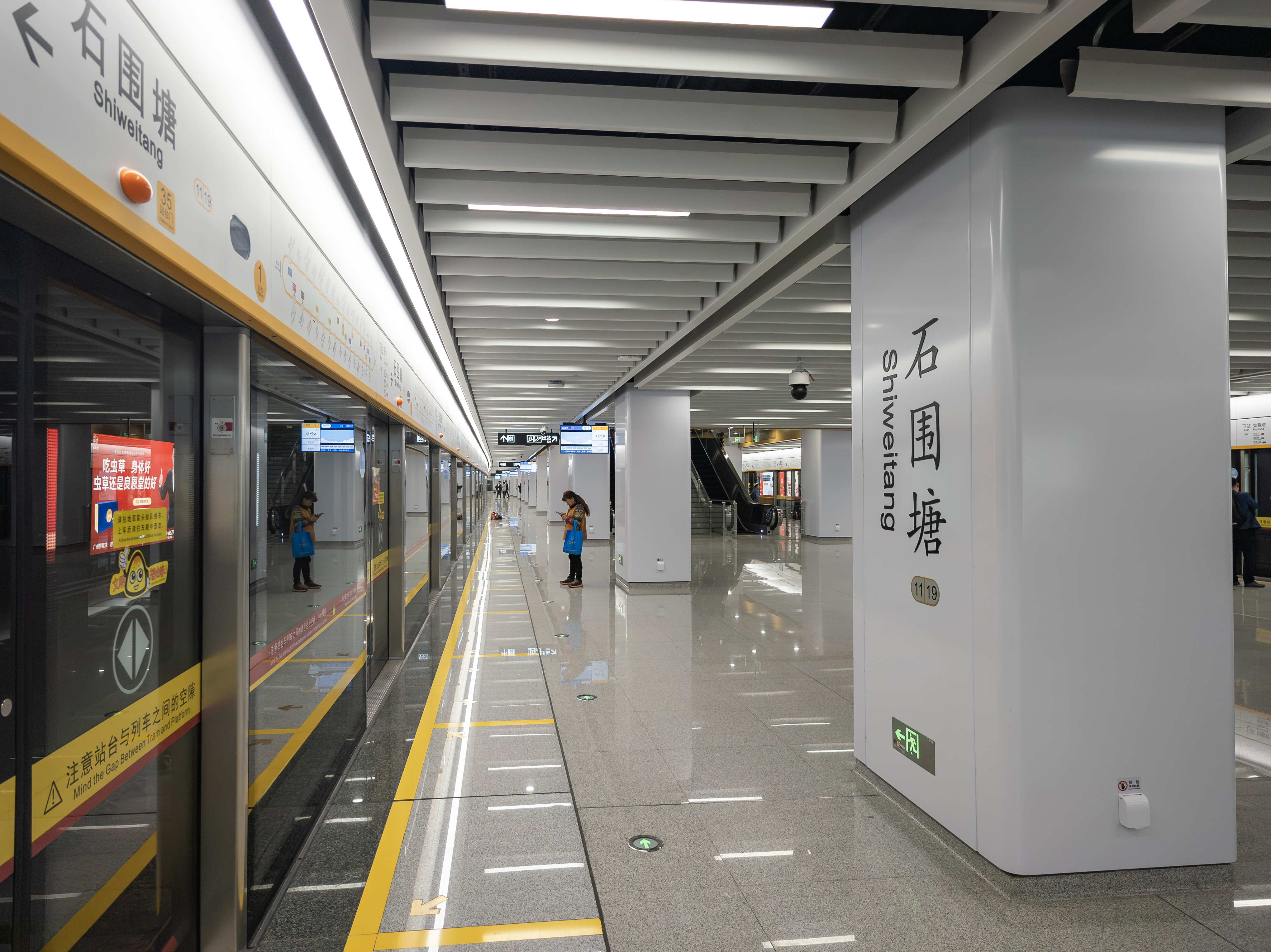
ホーム
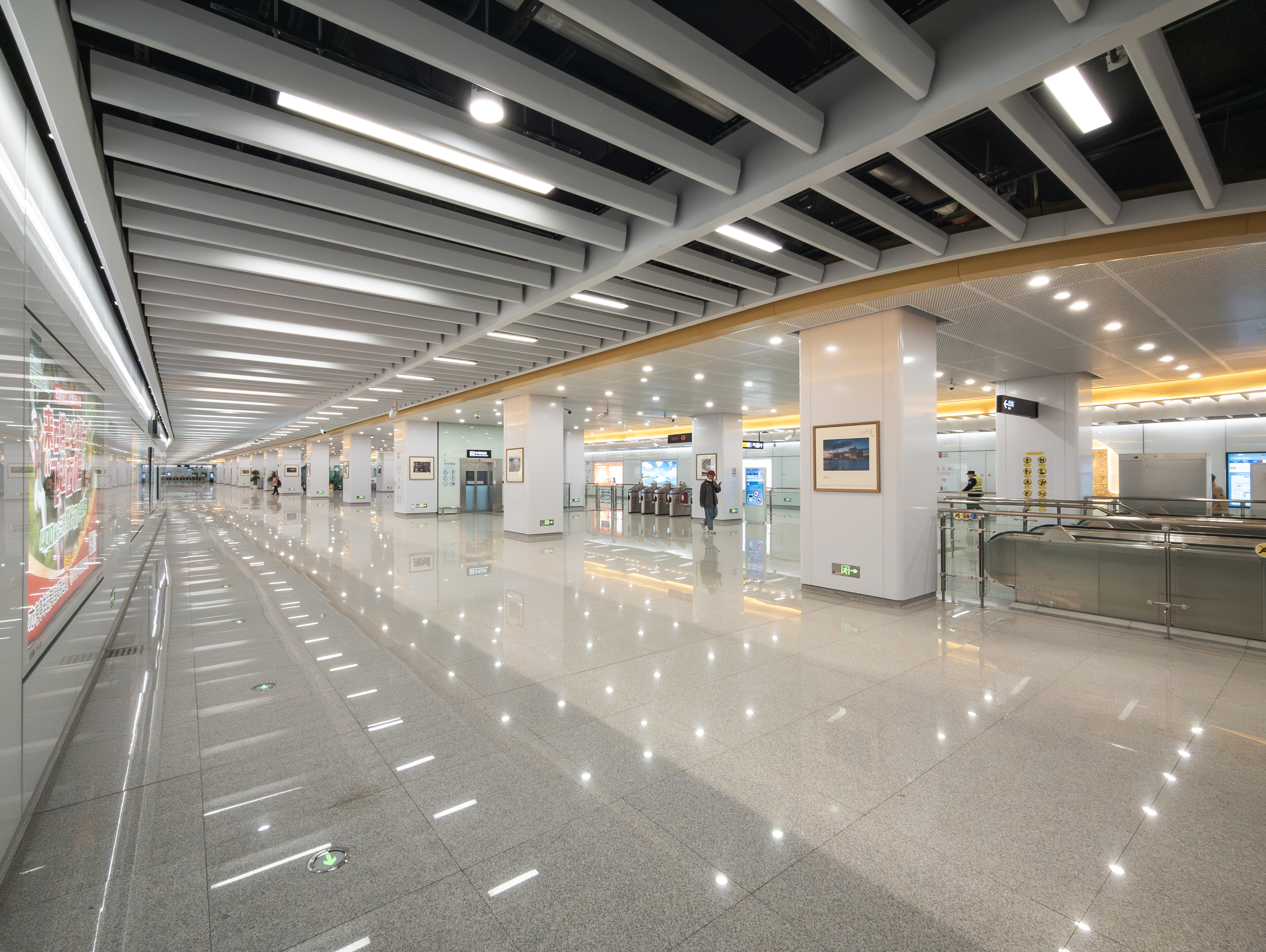
コンコース

## 駅周辺
- 広易茶文化広場
- 小渦新村
- 嘉茗華庭
- 広東芳村茶業城
- 石囲塘駅 (中国国鉄)（中国語版）
- 芳華苑
- 府前閣
- 如意閣
- 蓬莱花園
- 万盛苑

## 隣の駅
広州地下鉄
■ 11号線
如意坊駅 1118 - 石囲塘駅 1119 - 芳村駅 1120